# Diego Giachetti
Diego Giachetti (1954) è uno storico italiano specializzato in storia contemporanea e delle dottrine politiche..
Nel suo lavoro di storico si è occupato, in particolare, dei movimenti giovanili e di protesta negli anni Sessanta e Settanta del Novecento, sulle dissidenze politiche della sinistra italiana e in particolare del trotskismo. Ha dedicato una particolare attenzione al Sessantotto italiano e internazionale e alle lotte operaie negli anni Settanta, intersecando l'analisi storica con quella sociologica e, unendo al conflitto di classe, quello generazionale e di genere. Sempre utilizzando una metodologia che intreccia contestualizzazione storica con strumenti di lettura derivanti dalla sociologia, ha scritto biografie di personaggi storici, sociologi, politici, protagonisti del mondo dello spettacolo. Collabora con varie riviste politiche e culturali, con alcuni istituti storici tra i quali la Biblioteca Franco Serantini di Pisa. Ha fatto parte della redazione della rivista "per il Sessant8" e dell’associazione "Storie in movimento".
Vive a Torino.

## Opere
- Il giorno il più lungo. La rivolta di corso Traiano, BFS edizioni, 1997, ISBN 8886389299
- Oltre il '68. Prima, durante e dopo il movimento, BFS edizioni, 1998, ISBN 8886389434
- La Fiat in mano agli operai (con Marco Scavino), BFS edizioni, 1999, ISBN 88-86389-52-3
- Siamo solo noi, Vasco Rossi, un mito per le generazioni di sconvolti, Theoria, 1999, ISBN 882410617X
- Anni Sessanta comincia la danza. Giovani, capelloni, studenti ed estremisti negli anni della contestazione, BFS edizioni, 2002, ISBN 8886389701
- Un rosso relativo: anime, coscienze, generazioni nel movimento dei movimenti, Datanews, 2003, ISBN 9788879812306
- Vasco Rossi. Ognuno col suo viaggio. con CD Audio (con Marco Peroni), Ricordi, 2005, ISBN 9788887018295
- Nessuno ci può giudicare: gli anni della rivolta al femminile, DeriveApprodi, 2005, ISBN 9788888738734
- Caterina Caselli: una protagonista del beat italiano, Alegre, 2006 ISBN 9788889772041
- Un Sessantotto e tre conflitti. Generazione, genere, classe, BFS edizioni, 2008, ISBN 9788889413265
- Il Sessantotto, Unicopli, 2008, ISBN 9788840012766
- Venti dell'Est. Il 1968 nei paesi del socialismo reale, Manifestolibri, 2008, ISBN 9788872855393
- Berlusconi e il berlusconismo, Arterigere, 2010 ISBN 9788889666500
- Per la giustizia e la libertà. La stampa Gielle nel secondo dopoguerra, Franco Angeli, 2011, ISBN 9788856838336
- L'autunno caldo, Ediesse, 2013, ISBN 8823017106
- Guido Quazza: storico eretico, Pistoia, 2015, ISBN 9788896258088
- I dilemmi di Trotsky, Red Star Press, 2017 ISBN 978-88-6718-183-4
- Il '68 in Italia. Le idee, i movimenti, la politica, BFS edizioni, 2018, ISBN 9788889413951
- La rivolta di Corso Traiano. Torino, 3 luglio 1969, BFS edizioni, 2019, ISBN 9788894447101
- Il sapere della libertà. Vita e opere di Charles Wright Mills, 2021, Derive Approdi. ISBN 9788865483534
- Odio i lunedì. Con Vasco Rossi negli anni Ottanta, Machina-libro/Derive Approdi, Bologna 2024. ISBN 9788865485057
- Marxismo e sociologia in Italia. Prove di dialogo negli anni Cinquanta e Sessanta, Edizioni Punto Rosso, Milano 2025. ISBN 9788883513077